# Sentier de grande randonnée 131 (Espagne)
Pour les articles homonymes, voir Sentier de grande randonnée 131.
Le sentier de grande randonnée 131 ou GR 131, aussi appelé en Espagne El Bastón est un sentier de grande randonnée d'Espagne situé dans les îles Canaries. Sa particularité est d'être découpé en plusieurs tronçons puisqu'il traverse six des sept îles principales de l'archipel— Grande Canarie ayant son propre système de numérotation —, traversant des paysages variés essentiellement volcaniques.